# An der Moldau
An der Moldau ist eine Polka-française von Johann Strauss Sohn (op. 366). Das Werk wurde am 25. Oktober 1874 im Konzertsaal des Wiener Musikvereins erstmals aufgeführt. 

## Einzelnachweis
1. ↑  Quelle: Englische Version des Booklets (Seite 111) in der 52 CDs umfassenden Gesamtausgabe der Orchesterwerke von Johann Strauß (Sohn), Hrsg. Naxos (Label). Das Werk ist als achter Titel auf der 42. CD zu hören.